# Вектор Шеплі
Вектор Шеплі — принцип оптимальності розподілу виграшу між гравцями в задачах теорії кооперативних ігор. Являє собою розподіл, в якому виграш кожного гравця дорівнює його середньому вкладу в виграш великої коаліції при певному механізмі її формування.

## Формальне означення
Для кооперативної гри розглянемо деяке впорядкування множини всіх гравців {\displaystyle N}. Позначимо через {\displaystyle K_{i}} підмножину, яка містить перших {\displaystyle i} гравців в даному впорядкуванні. Вкладом '{\displaystyle i}-го гравця назвемо величину {\displaystyle v(K_{i})-v(K_{i-1})}, де {\displaystyle v} — характеристична функція кооперативної гри.
Вектором Шеплі кооперативної гри називається такий розподіл виграшу, що кожний гравець отримує математичне сподівання свого вкладу в відповідні коаліції Ki, при рівноймовірному винекненні впорядкувань :
де {\displaystyle n} — кількість гравців, {\displaystyle T} — множина впорядкувань множити гравців {\displaystyle N,\ x_{\tau }} — розподіл виграшу в якому гравець, що стоїть на місці {\displaystyle i} у впорядкуванні {\displaystyle \tau }, отримує свій вклад в коаліцію {\displaystyle K_{i}} (точка Вебера).
Більш розповсюджена формула для обчислення вектора Шеплі, яка не потребує знаходження {\displaystyle n!} точок Вебера, має вигляд:
де {\displaystyle n} — кількість гравців, {\displaystyle k} — кількість учасників коаліції {\displaystyle K}.

## Аксіоматика вектора Шеплі
Вектор Шеплі задовольняє наступним властивостям:
1. Лінійність. Відображення {\displaystyle \Phi (v)} є лінійним оператором, тобто для будь-яких двох ігор з характеристичними функціями {\displaystyle v} і {\displaystyle w}:
і для будь-якої гри з характеристичною функцією {\displaystyle v} і для будь-якого {\displaystyle \alpha }:
2. Симетричність. Виграш, який отримує гравець не залежить від його номера. Це означає, що якщо гра {\displaystyle w} отримана з гри {\displaystyle v} перестановкою гравців, то її вектор Шеплі {\displaystyle \Phi (w)} є вектор {\displaystyle \Phi (v)} з відповідним чином переставленими елементами.
3. Аксіома бовдура. В теорії кооперативних ігор бовдуром називається гравець, який не вносить вклад ні в одну з коаліцій, тобто гравець {\displaystyle i} такий, що для будь-якої коаліції {\displaystyle K}, яка містить {\displaystyle i} виконується:
{\displaystyle v(K)-v(K\setminus i)=0}.
Аксіома бовдура полягає в тому, що якщо гравець {\displaystyle i} — бовдур, то {\displaystyle \Phi (v)_{i}=0}.
4. Ефективність. Вектор Шеплі дозволяє повністю розділити виграш великої коаліції, тобто сума компонент вектора {\displaystyle \Phi (v)} рівна {\displaystyle v(N)}.
Теорема Шеплі. Для будь-якої коопертивної гри {\displaystyle v} існує єдиний розподіл виграшу, який задовольняє аксіомам 1 — 4.